# جاستن تشادويك
جاستن تشادويك (بالإنجليزية: Justin Chadwick)‏ مواليد 6 ديسمبر 1968 في لانكشر، إنجلترا، هو مخرج وممثل إنجليزي بدأ نشاطه سنة 1991.

## الأعمال
- فتاة بولين الأخرى
- مانديلا: طريق طويل إلى الحرية
- الصف الأول (فيلم)

## وصلات خارجية
- جاستن تشادويك على موقع IMDb (الإنجليزية)
- جاستن تشادويك على موقع ألو سيني (الفرنسية)
- جاستن تشادويك على موقع أول موفي (الإنجليزية)
- جاستن تشادويك على موقع بوكس أوفيس موجو (الإنجليزية)
- جاستن تشادويك على موقع قاعدة بيانات الأفلام السويدية (السويدية)
- جاستن تشادويك على موقع قاعدة بيانات الفيلم (الإنجليزية)
- جاستن تشادويك على موقع كينوبويسك (الروسية)